# Louise Hervé et Clovis Maillet
Pour les articles homonymes, voir Hervé et Maillet.
Louise Hervé et Clovis Maillet est un duo d’artistes créant des récits décalés entre conférence, performance et film. Les artistes vivent et travaillent à Paris.

## Louise Hervé
Louise Hervé, née en 1981, fait des études d’histoire de l’art à l’université Paris-Nanterre. Elle poursuit ses études à l’École nationale supérieure d’arts de Cergy-Pontoise.

## Clovis Maillet
Clovis Maillet, né en 1981, fait des études d’histoire et histoire de l’art à l’École des hautes études en sciences sociales. Il poursuit ses études en anthropologie historique. En 2010, il soutient à l’EHESS une thèse intitulée « La parenté hagiographique d’après Jacques de Voragine et les manuscrits enluminés de la Légende dorée »,.
En 2018, il donne une conférence sur la fluidité de genre au Moyen Âge au sein du cycle de rencontres organisées par Charlotte Cosson et Emmanuelle Luciani.

## Le duo
Louise Hervé et Clovis Maillet se rencontrent pendant leurs études. Ils réalisent un premier film puis une performance. Les deux artistes évoluent ensuite ensemble. En 2001, ils fondent  l’International Institute for Important Items (IIII). Ils réalisent ensemble des performances, films de genre et installations. Leurs performances sont basées sur l’histoire comme domaine scientifique. Il s’agit de prise de parole, de conférences érudites et humoristiques avec création de personnages, extraits de films ou vidéos. Leurs performances ont un aspect didactique, elles s’inscrivent dans la transmission du savoir. 
Pour Pythagore et les monstres, ils évoquent la vie des Saint-Simoniens et le péplum muet.
Pour l’exposition « Nadine, Michel et Michel » de 2014, ils présentent une série d’expériences sur le langage oral, filmé ou écrit comme un seul livre, où Nadine, Michel et Michel sont trois archéologues subaquatiques livrant trois récits.
En 2018, ils présentent au Crédac L’Iguane, conférence performée créée à partir d’un ouvrage sur Charles Fourier et ses disciples, découverts précédemment au Lam de Lille en 2015.
Le travail de Louise Hervé et Clovis Maillet est représenté par la galerie Marcelle Alix, dirigée par Isabelle Alfonsi et Cécilia Becanovic.

## Performances et installations
- La Caverne du dragon ou l’enfouissement, Marcelle Alix, Paris, 2010
- Où l’on incendie le diorama, FRAC Champagne-Ardenne, Reims, 2011
- Pythagoras and the Monsters, Kunstverein Braunschweig, Allemagne, 2012
- Attraction étrange, synagogue de Delme, Delme, 2012
- The Exoteric Wall, Kunsthaus Glarus, Suisse, 2012
- Scholar’s Rock, Contemporary Art Gallery, Vancouver, 2013
- Eau de source et monstre aquatique[9],[10], 40mcube, Rennes, 2013
- Nadine, Michel et Michel, Marcelle Alix, Paris, 2014
- Spectacles Without Objects, Kunsthal Aarhu, Aarhus ; Rond Point Projects, Marseille ; CNEAI, Chatou, 2016
- The Waterway, Fondazione Sandretto Re Rebaudengo, Turin, 2017
- L’Iguane[11], Crédac, Ivry, 2018

## Publications
- Vivre dangereusement jusqu’au bout, Cercle d’art, 2011
- Attraction étrange, JRP, 2013
- Spectacle sans objet, P, Marseille, 2016, 54 p.  (ISBN 978-2-917768-57-0)